# Koalitionsvertrag der 16. Wahlperiode des Bundestages
Der Koalitionsvertrag der von 2005 bis 2009 amtierenden schwarz-roten Bundesregierung in Deutschland wurde nach der Bundestagswahl 2005 zwischen den Koalitionspartnern CDU, CSU und SPD ausgehandelt. Er trägt den Titel „Gemeinsam für Deutschland. Mit Mut und Menschlichkeit.“ und umfasst 130 Seiten (166 Seiten inklusive Anlagen) und beschreibt die Regierungsziele des Kabinetts Merkel I.

## Geschichte
Nachdem die Bundestagswahl für keines der beiden Lager (CDU, CSU und FDP) bzw. (SPD und Bündnis 90/Die Grünen) eine Regierungsmehrheit gebracht hatte, verständigten sich CDU, CSU und SPD nach 26-tägigen Verhandlungen am 12. November 2005 auf einen gemeinsamen Koalitionsvertrag, der die Grundlage des gemeinsamen Regierens bildete.
Beide Seiten betonten den Charakter der Koalition als „Zweckbündnis“ auf Zeit (Franz Müntefering), sprachen aber auch von der „großen Chance“, nach Jahren der Gegnerschaft ein „neues Kapitel“ aufschlagen zu können (Edmund Stoiber).
Der Koalitionsvertrag wurde am 18. November 2005 von den Vorsitzenden der drei Regierungsparteien unterzeichnet, außerdem vom designierten Wirtschaftsminister Michael Glos (CSU) sowie von SPD-Seite vom designierten Vizekanzler Franz Müntefering und Partei-Vize Elke Ferner. Am 22. November wurde Angela Merkel zur Kanzlerin einer Großen Koalition gewählt und eine neue Regierung aufgestellt.
Im Folgenden werden die einzelnen Inhalte des Koalitionsvertrages dargestellt.

## Politischer Inhalt

### Haushalt
Die Koalition hat sich vorgenommen, ab 2007 wieder den Artikel 115 des Grundgesetzes sowie die Stabilitätskriterien des Vertrages von Maastricht einzuhalten. Um die Nettokreditaufnahme unter die Grenze von 3 Prozent und gleichzeitig unter das staatliche Investitionsvolumen zu senken, war der Abbau von Subventionen und Leistungen der Sozialsysteme geplant: Die Zuweisungen aus dem Bundeshaushalt an die Gesetzliche Krankenversicherung und die Bundesagentur für Arbeit sollten schrittweise abgeschmolzen werden. Ebenfalls vorgesehen war eine Absenkung Pendlerpauschale, die fortan erst ab dem 21. Kilometer und gelten und 30 Cent pro Kilometer betragen sollte. Zum 1. Januar 2006 waren die Streichung der Eigenheimzulage und eine Senkung des Sparerfreibetrags auf 750 Euro geplant.

### Steuern
Laut Koalitionsvertrag sollte der Mehrwertsteuersatz zum 1. Januar 2007 von 16 Prozent auf 19 Prozent angehoben werden. Der ermäßigte Mehrwertsteuersatz von sieben Prozent auf Lebensmittel, Druckerzeugnisse u. Ä. ist von der Erhöhung nicht betroffen. Die Einnahmen sollten zu einem Drittel in die Senkung des Beitrags zur Arbeitslosenversicherung, zu zwei Dritteln in die Haushaltskonsolidierung fließen. Der von der SPD durchgesetzte Steuerzuschlag (Reichensteuer) von 3 Prozent für Einkommen ab 250.000 Euro (Ledige) bzw. 500.000 Euro (Ehepaare) führt zu einem Spitzensteuersatz von 45 Prozent.
Ein weiteres Ziel des Vertrags war eine Reform der Unternehmensbesteuerung, die zum 1. Januar 2008 in Kraft treten und unterschiedliche Besteuerung von Personen- und Aktiengesellschaften ablösen sollte.

### Arbeitsmarkt
Der Beitragssatz zur Arbeitslosenversicherung sollte mit Hilfe der Mehreinnahmen aus der Mehrwertsteuer zum 1. Januar 2007 von 6,5 Prozent auf 4,2 Prozent abgesenkt werden. Der Kündigungsschutz wird erst ab zwei Jahren Betriebszugehörigkeit wirksam. Die Union konnte aber sich nicht mit ihrer Forderung durchsetzen, die Tarifautonomie zugunsten betrieblicher Bündnisse einzuschränken. Weiterhin sollten die Reform der Handwerksordnung überprüft (und ggf. rückgängig gemacht) und die Zuschläge für Nacht-, Sonn- und Feiertagsarbeit ab einem Stundenlohn von 25 Euro sozialversicherungspflichtig werden.
Weiterhin war vorgesehen, das Arbeitslosengeld II in den neuen Bundesländern wird auf das Niveau des Westens anzuheben und den Rentenbeitrag von ALG II-Empfängern von 78 Euro auf 40 Euro zu senken. Die Einführung eines Kombilohns, der die Schaffung zusätzlicher Arbeitsplätze für einfache Tätigkeiten fördern sollte, war zur Prüfung angedacht.

### Sozialsysteme
Der Koalitionsvertrag sah eine Erhöhung des Beitragssatz zur Rentenversicherung 19,9 Prozent vor und das Renteneintrittsalter sollte von 2012 an bis spätestens 2035 gestaffelt von 65 auf 67 Jahre erhöht (mittlerweile vorgezogen auf spätestens 2029) und die private Altersvorsorge weiter gefördert werden.
Die Diskussion über eine Reform des Gesundheitswesens wurde auf das Jahr 2006 verschoben.

### Staatsreform
Wichtigstes Ziel war hier der schnelle Abschluss der Föderalismusreform. Mittlerweile befindet sich der Entwurf in der parlamentarischen Beratung. Im Zuge des Bürokratieabbaus sollten kleine und mittlere Unternehmen von Statistikpflichten befreit werden und ein Normenkontrollrat die Notwendigkeit und Verhältnismäßigkeit neuer Gesetzesinitiativen prüfen. In der öffentlichen Verwaltung sollte jährlich eine Milliarde Euro eingespart werden, um den Haushalt zu entlasten.

### Familie
Das Erziehungsgeld sollte 2007 von einem Elterngeld ersetzt werden. Es beträgt im Jahr nach der Geburt des Kindes 67 Prozent, maximal aber 1.800 Euro, des Nettoeinkommens eines Elternteils, der die Betreuung des Kindes zu Hause übernimmt oder seine Arbeitszeit deswegen einschränkt.

### Inneres
Die Abwehr von terroristischen Gefahren sollte im Zuge der Föderalismusreform ausschließlich in den Zuständigkeitsbereich des Bundeskriminalamtes überführt werden. Auch die Wiedereinführung der Kronzeugenregelung und die Möglichkeit, Daten aus Internet- und Telefonverbindungen bis zu einem Jahr zu speichern, sollten der verbesserten Terrorismusbekämpfung dienen.

### Umwelt
Die beiden Seiten konnten sich in der Energiepolitik nicht auf eine gemeinsame Position einigen. Es wird lediglich die bestehende Rechtslage anerkannt und auf die Gültigkeit des Atomausstiegs verwiesen. Über eine Verlängerung der AKW-Laufzeiten sollte im Lauf der Legislaturperiode entschieden werden.

### Außen- und Sicherheitspolitik
Im Hauptstreitpunkt, dem EU-Beitritt der Türkei, wurde für die Verhandlungen das „Ziel des Beitritts“ anerkannt, jedoch für den Fall, dass die EU nicht aufnahmefähig oder die Türkei nicht aufnahmebereit sein sollte, ein „privilegiertes Verhältnis“ in Erwägung gezogen. Das deutsche Streben nach einem ständigen Sitz im UN-Sicherheitsrat wird im Vertrag bekräftigt.
Für die Entscheidung über einen Einsatz der Bundeswehr im Inneren sollte das Urteil des Bundesverfassungsgerichts zum Luftsicherheitsgesetz abgewartet werden, an der allgemeinen Wehrpflicht und dem Zivildienst will die Koalition festgehalten.

## Koalitionsausschuss
CDU/CSU und SPD vereinbarten im Koalitionsvertrag mindestens ein Mal im Monat Koalitionsgespräche im Koalitionsausschuss zu führen. Es wurde vereinbart, dass sich der Ausschuss aus den folgenden Mitgliedern zusammensetzt:
- Bundeskanzlerin
  - Angela Merkel (CDU)
- Vizekanzler
  - Franz Müntefering (SPD) bis 21. November 2007, dann Frank-Walter Steinmeier (SPD)
- Fraktionsvorsitzende, bei CDU/CSU-Fraktion auch erster Stellvertreter
  - CDU/CSU-Fraktion: Volker Kauder (Vorsitzender, CDU)
  - CSU/CSU-Fraktion: Peter Ramsauer (stellv. Vorsitzender, CSU)
  - SPD-Fraktion: Peter Struck
- Parteivorsitzende (soweit nicht bereits vertreten)
  - SPD: Kurt Beck bis 7. September 2008, Franz Müntefering ab 18. Oktober 2008
  - CSU: Erwin Huber bis Oktober 2008, dann Horst Seehofer